# Aartsbisdom Owerri

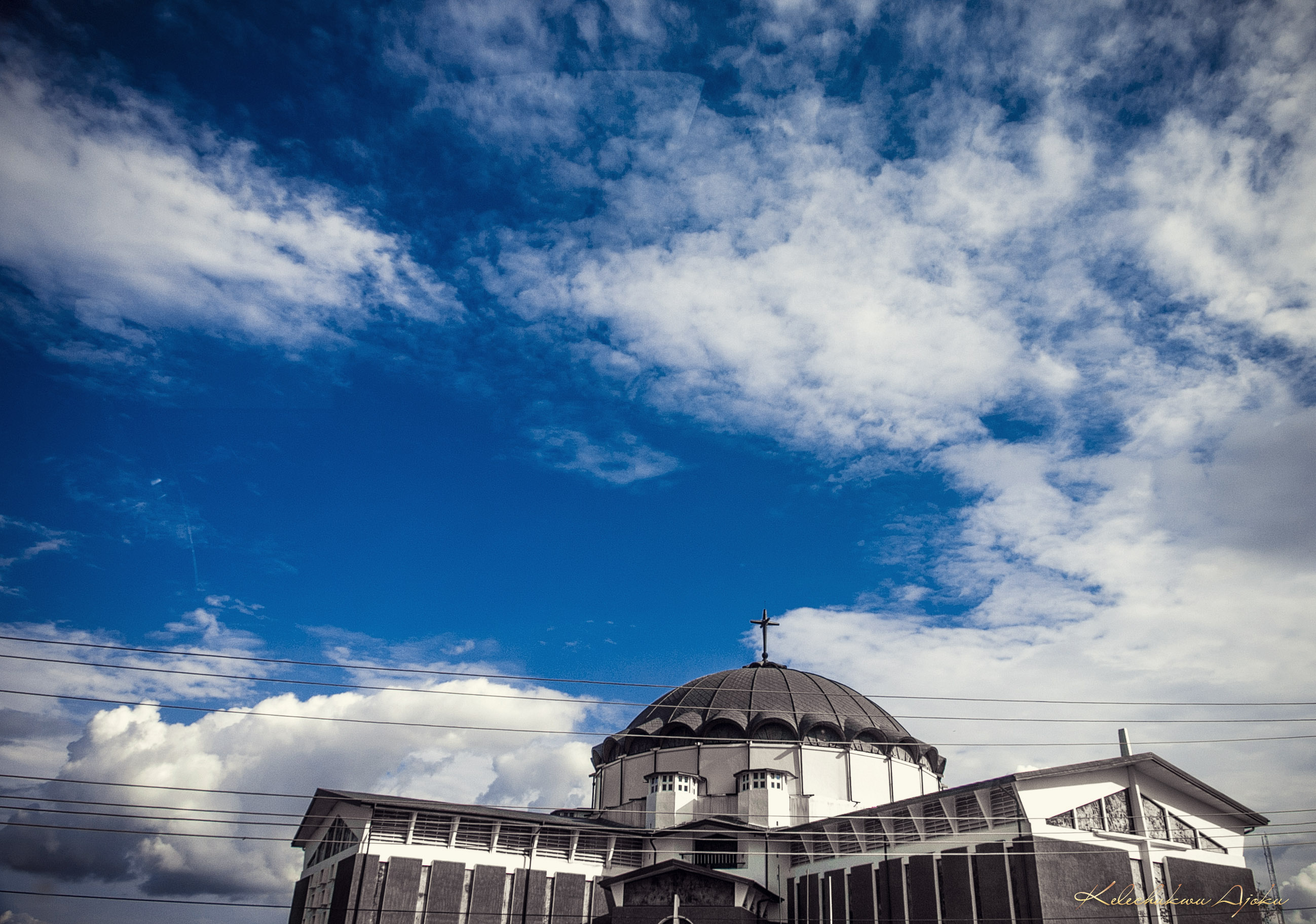
Kathedraal van Owerri

Het aartsbisdom Owerri (Latijn: Archidioecesis Overriensis) is een rooms-katholiek bisdom in het zuidoosten van Nigeria. 
Owerri werd in 1948 een apostolisch vicariaat als afsplitsing van het apostolisch vicariaat Onitsha-Owerri, en is sinds 1950 een bisschopszetel. In 1994 werd het een aartsbisdom. De eerste aartsbisschop van Owerri werd Anthony Obinna die al bisschop van Owerri was.
In 2019 telde het aartsbisdom 155 parochies. Het bisdom heeft een oppervlakte van 2.996 km2 en telde in 2019 1.547.000 inwoners waarvan 70,2% rooms-katholiek was. 

## Suffragane bisdommen
- Bisdom Aba
- Bisdom Ahiara
- Bisdom Okigwe
- Bisdom Orlu
- Bisdom Umuahia

## Bisschoppen
- Joseph Brendan Whelan (12 februari 1948 - 25 juni 1970)
- Mark Onwuha Unegbu (25 juni 1970 - 1 juli 1993)
- Anthony John Valentine Obinna (1 juli 1993 - 6 maart 2022; eerste aartsbisschop)
- Lucius Iwejuru Ugorji (6 maart 2022 - heden)

Owerri (aartsbisdom) · Aba · Ahiara · Okigwe · Orlu · Umuahia